# Індустріальні парки NOVO
Індустріа́льні па́рки NOVO — індустріальні парки у Володимирському районі Волинської області: один — розташований у місті Нововолинськ, а другий — у місті Володимир. Загальна площа — 57 га (20 і 37 га, відповідно). Серед пріоритетних напрямків діяльності парків — переробна промисловість та виробництво продуктів харчування.

## Історія
30 червня 2017 року індустріальний парк у місті Нововолинськ включили до Реєстру індустріальних (промислових) парків України. Ініціатором його створення виступила Нововолинська міська рада.
11 жовтня 2022 року індустріальний парк у місті Володимир також включили до Реєстру індустріальних (промислових) парків України. Ініціатором його створення виступила Володимирська міська рада.
Керуючою компанією обох парків, названих NOVO, є «Бюро інвестиційних програм» (БІП, Київ, засновник і керівник — Олександр Бондаренко).
Заявлений термін функціонування обох парків — 30 років.
Індустріальні парки розташовані у Володимирському районі Волинської області.

## Зонування і розташування
Нововолинський індустріальний парк NOVO займає територію площею 20 га та має всі підведені комунікації: воду, газ, електроенергію. Також парк виходить фасадом на нову трасу Р-15 Ковель-Володимир-Шептицький-Жовква в напрямку Львова. Наразі вже є попередні домовленості про зобов'язання увійти в індустріальний парк із підприємствами зі сфери переробки риби, виробництва харчової продукції та логістики.
Володимирський індустріальний парк NOVO займає територію площею 37 га та, згідно з затвердженою концепцією, передбачає залучення переробних підприємств різних галузей:
- меблів
- деревини
- будівельних матеріалів, тощо[2][8]

## Мета створення
Індустріальні парки створили з метою сприяння вирішенню наступних завдань:
- створення нових виробництв і активізація інвестиційної діяльності
- створення нових робочих місць (тільки у Володимиру — близько 1200[2])
- забезпечення економічного розвитку Волинської області
- підвищення конкурентоспроможності регіону
- розвиток сучасної виробничої та ринкової інфраструктури
- підвищення експортного потенціалу

## Преференції
- 0% ставка мита на імпортоване обладнання і запчастини
- 0% ПДВ на імпортоване обладнання і запчастини
- 0% податок на прибуток[3]